# Marina Suprún
Marina Pávlovna Suprún –en ruso, Марина Павловна Супрун– (17 de agosto de 1962) es una deportista soviética que compitió en remo.
Ganó cuatro medallas en el Campeonato Mundial de Remo entre los años 1985 y 1991. Participó en dos Juegos Olímpicos de Verano, ocupando el cuarto lugar en Barcelona 1992, en la prueba de ocho con timonel.

## Palmarés internacional
| Campeonato Mundial | Campeonato Mundial       | Campeonato Mundial | Campeonato Mundial |
| Año                | Lugar                    | Medalla            | Prueba             |
| ------------------ | ------------------------ | ------------------ | ------------------ |
| 1985               | Malinas (Bélgica)        | Medalla de oro     | Ocho con timonel   |
| 1986               | Nottingham (Reino Unido) | Medalla de oro     | Ocho con timonel   |
| 1987               | Copenhague (Dinamarca)   | Medalla de bronce  | Ocho con timonel   |
| 1991               | Viena (Austria)          | Medalla de plata   | Ocho con timonel   |